# Hunter Hale
Hunter Hale (Kalamazoo, Míchigan; 25 de julio de 1997) es un baloncestista estadounidense que pertenece a la plantilla del AEK BC de la A1 Ethniki griega. Con 1,91 metros de estatura, juega en la posición de escolta.

## Trayectoria deportiva

### Universidad
Jugó una temporada con los Chippewas de la Universidad de Míchigan Central, en la que apenas jugó trece minutos en los once partidos en los que saltó a la cancha. Después de que Marcus Keene fuera reclutado para el equipo, Hale optó por ser transferido a la División II de la NCAA para jugar con los Grand Valley State Lakers. Fue incluido en el segundo mejor quinteto de la Great Lakes Intercollegiate Athletic Conference en su temporada sophomore después de promediar 12,9 puntos por partido. Al año siguiente ayudó a su equipo con 17,0 puntos, 4,2 rebotes, 3,0 asistencias y 2,3 robos de balón por partido a lograr el campeonato de la conferencia, siendo elegido MVP del torneo, e incluido en el mejor quinteto.
Para su temporada sénior regresó a la División I de la NCAA, siendo transferido a los Eagles de la Universidad Winthrop, en la que promedió 13,9 puntos, 3,6 rebotes, 1,8 asistencias y 1,0 robos de balón por partido.

### Profesional
Tras no ser elegido en el Draft de la NBA de 2020, no suf hasta el 11 de enero de 2021 cuando firmó su primer contrato profesional con los Nelson Giants de la NBL neozelandesa. Allí lideró la liga en anotaciones con 26,9 puntos por partido y fue incluido en el NBL All-Star Five.
El 6 de agosto de 2021 firmó con el KK Borac Čačak de la Liga de Baloncesto de Serbia y la Liga ABA. En la temporada 2021-22 promedió 13,4 puntos, 4,2 rebotes y 3,1 asistencias en 26 partidos de temporada regular de la ABA Liga. En la temporada 2022-23 acabó como máximo anotador de la competición, tras promediar 22,3 puntos por partido.
El 24 de julio de 2023 firmó con el club griego del Promitheas Patras B.C.. En su primera temporada acabó como máximo anotador de la liga, con 17,8 puntos por partido. 
El 14 de agosto de 2024 firmó con el AEK BC, también de la A1 Ethniki griega.